# Kołos Buczacz
Kołos Buczacz (ukr. Футбольний клуб «Колос» Бучач, Futbolnyj Kłub "Kołos" Buczacz) – ukraiński amatorski klub piłkarski z siedzibą w Buczaczu w obwodzie tarnopolskim.

## Historia
Chronologia nazw:
- 1965—1967: Kołhospnyk Buczacz (ukr. «Колгоспник» Бучач)
- 1968—...: Kołos Buczacz (ukr. «Колос» Бучач)

Drużyna piłkarska Kołhospnyk została założona w mieście Buczacz po drugiej wojnie światowej.
Występowała w amatorskich rozgrywkach mistrzostw i Pucharu obwodu tarnopolskiego. W latach 1966–1973 stałe zdobywała mistrzostwo obwodu, co jest rekordem do dziś. W 1968 zmienił nazwę na Kołos Buczacz.
Od 1989 drużyna kontynuowała występy w amatorskich rozgrywkach obwodu oraz następnie od początku istnienia niezależnej Ukrainy.

## Sukcesy
- mistrz Mistrzostw Ukraińskiej SRR spośród drużyn kultury fizycznej: 1968
- wicemistrz Mistrzostw Ukraińskiej SRR spośród drużyn kultury fizycznej: 1966
- 8 krotny mistrz Ukraińskiej SRR Towarzystwa Sportowego "Kołos": 1966-1973
- 3 krotny zdobywca Pucharu ZSRR "Złoty Kołos": 1969-1971
- 8 krotny mistrz obwodu tarnopolskiego: 1966, 1967, 1968, 1969, 1970, 1971, 1972, 1973
- ? krotny zdobywca Pucharu obwodu tarnopolskiego: 1965,

## Znani ludzie
- Trener – Petro Sawczuk

### Piłkarze
- Mychajło Demjanczuk
- Andrij Hrynczenko
- Wołodymyr Proszkin
- Mychajło Szewczuk
- Roman Szpodarunok
- Maksym Feszczuk[2]

## Inne
- Nywa Tarnopol